# 喜びの歌 (KAT-TUNの曲)
「喜びの歌」（よろこびのうた）は、日本の男性アイドルグループ、KAT-TUNの4枚目のシングル。日本･台湾で発売された。

## 概要
2007年4月に語学留学から帰国した赤西仁の復帰第一弾シングル。既に5人でレコーディングされていたが、赤西が帰国した事により改めてレコーディングを行ったものを収録し、発売した。収録曲・ジャケットデザインともに、初回限定盤と通常盤で異なる。初回限定盤にはDVDが同梱される。
本作でデビューシングル『Real Face』以来、4作連続でオリコンシングルチャート1位を獲得。4作連続で初動売上30万枚越えは、KinKi Kids以来の記録である。
作曲としてクレジットされているzero-rockは、ex.Fish&Chipsのmaru。　maruのソロアルバム「唄者-ウタモノ-」には、『　「喜びの歌」　』としてオリジナルバージョンが収録されている。

## 収録曲

### CD
※は通常盤のみ収録。
1. 喜びの歌
作詞：N.B.Comics、Rap詞：JOKER、作曲：zero-rock、編曲：Gin.K
  - 田中聖主演 TBS系金曜ドラマ『特急田中3号』主題歌

田中が作詞したラップ詞の一部に、これまで発売したシングル『Real Face』『SIGNAL』『僕らの街で』のタイトルが出てくる。
当初『特急田中3号』では5人でレコーディングしたものを使用していたが、前述の再レコーディングに伴い、第3話よりCDに収録されているものに差し替えられた。
2. Your side
作詞：N.B.Comics、Rap詞：JOKER、作曲：Shusui,Stefan Engblom,Axel Bellinder、編曲：FLYING GRIND
3. 喜びの歌（オリジナル･カラオケ) ※
4. Your side（オリジナル･カラオケ) ※

### DVD
※初回限定盤のみ
1. 「喜びの歌」ビデオ･クリップ

## テレビ出演
喜びの歌
- 『ザ少年倶楽部』（2007年6月3日、NHK BSプレミアム）
上田と中丸が2人で披露

Your side
- 『ザ少年倶楽部プレミアム』（2007年12月16日、NHK BSプレミアム）
上田と中丸が2人で披露